# 米克尔恩
米克尔恩是德国莱茵兰-普法尔茨州的一个市镇。总面积4.73平方公里，总人口216人，其中男性109人，女性107人（2011年12月31日），人口密度46人/平方公里。